# Schmilka
Schmilka ist ein Ortsteil von Bad Schandau im Landkreis Sächsische Schweiz-Osterzgebirge in Sachsen und seit 2024 „staatlich anerkannter Kurort“ (Kneippheilbad). Schmilka zählt 75 Einwohner (1999: 169 Einwohner). Kleine Fachwerkhäuser am Elbufer und den Mühlenberg hinauf Richtung Großer Winterberg prägen das Bild. 2017 wurde Schmilka von der Interessensgemeinschaft Sachsens Schönste Dörfer ausgezeichnet. Schmilka ist Etappenort des Malerwegs.

## Geografie
Schmilka liegt rechts der Elbe direkt am Nationalpark Sächsische Schweiz im Elbsandsteingebirge unmittelbar an der Grenze zu Tschechien. Östlich des Orts befindet sich der Große Winterberg, westlich die Schrammsteine und der Rauschenstein. Das Siedlungsgebiet liegt auf 118–200 m Höhe.
In Grenznähe entspringt die Ilmenquelle, die mit einer Schüttung von 6 l/s die stärkste in der Sächsischen Schweiz ist und die einst die Hauptversorgung des Ortes mit Trinkwasser gewährleistete. Von Schmilka aus können auf verschiedenen Wegen und Stiegen wie bspw. die Heilige Stiege oder die Rübezahlstiege die Schrammsteine und der Große Winterberg erreicht werden.

## Geschichte

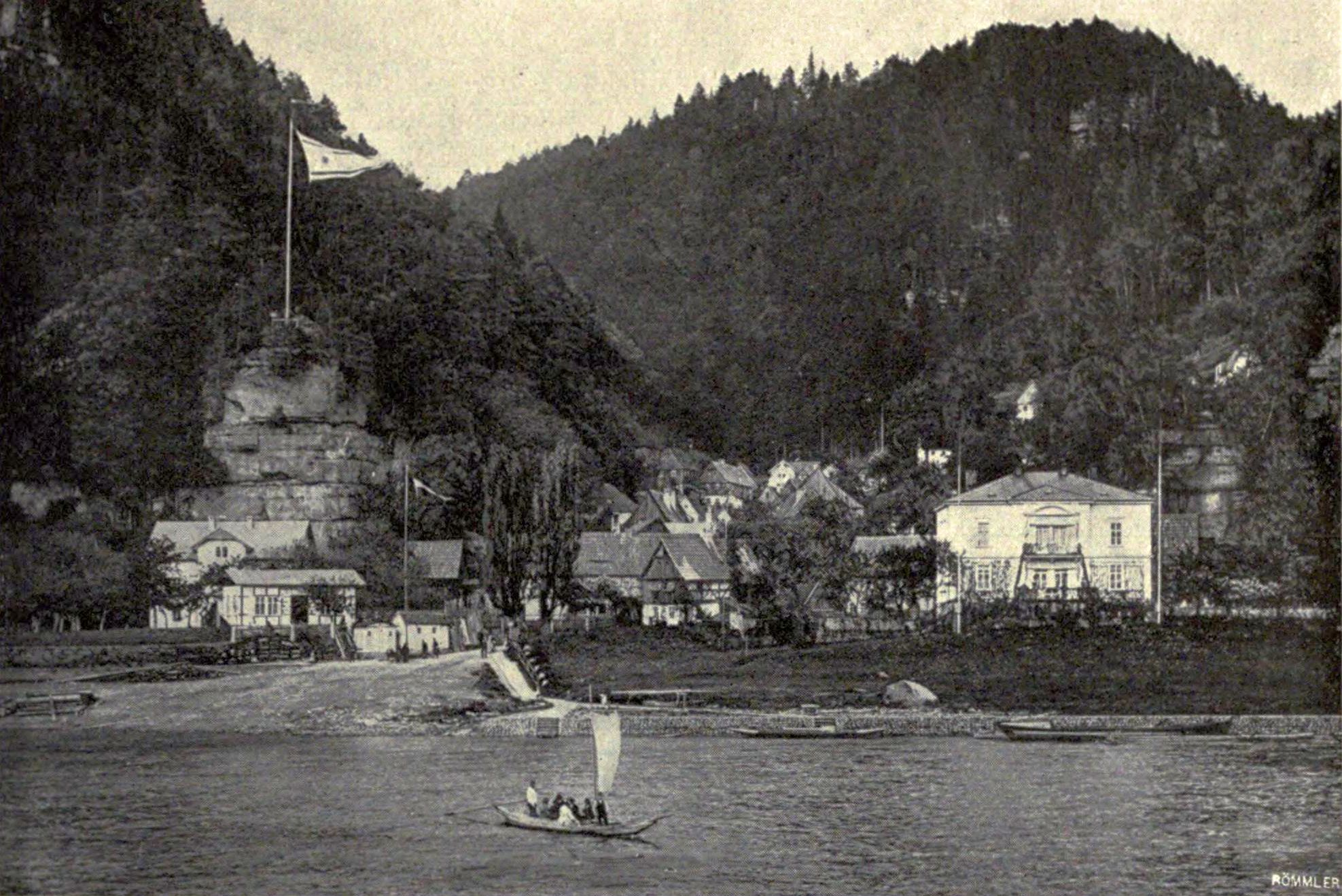
Ortsansicht um 1900

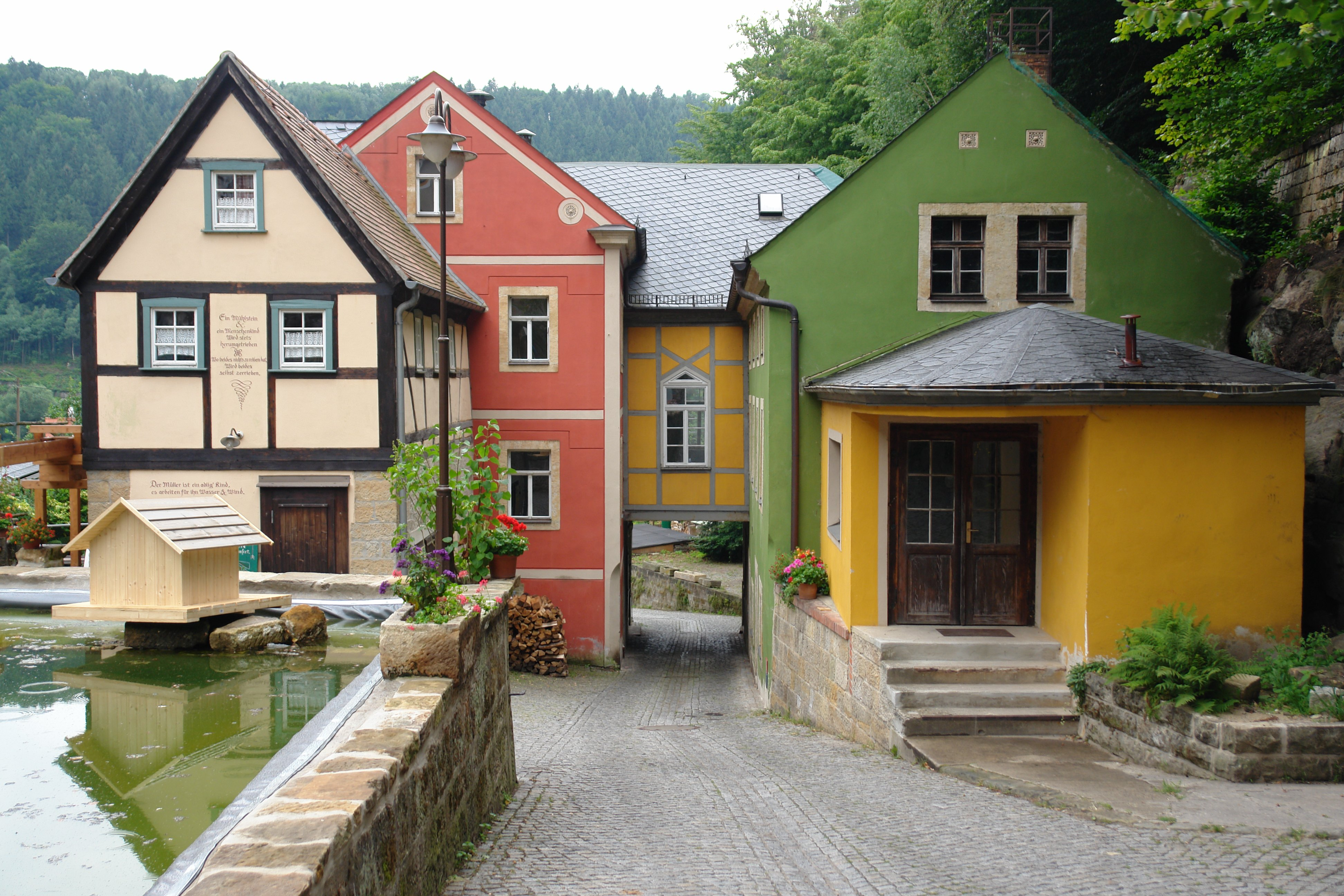
Schmilksche Mühle

1582 wurde der Ort Schmilka erstmals urkundlich erwähnt. Ab dem 17. Jh. siedelten sich insbesondere Elbschiffer, Flößer, Steinmetze, Köhler, Pechsieder und Waldarbeiter an, die zwischen Elbe und Elbsandstein entsprechende Ressourcen und gute Verdienstmöglichkeiten fanden.
Als sich im 19. Jh. der Tourismus in der Sächsischen Schweiz entwickelte, war Schmilka ein beliebter Ausgangspunkt. Zahlreiche Künstler und Maler, darunter Casper David Friedrich und Carl Gustav Carus, machten hier auf ihren Naturerkundungen halt und zogen Inspiration aus der umgebenden schroffen Felslandschaft. Später entwickelte sich aus den von den Malern begangenen Wegen der Malerweg.
Am 5. Juni 1926 erlitt die Dorfstraße nach einem Wolkenbruch starke Erosionsschäden. Davon betroffen waren auch einige historische Bauwerke, darunter die Hoffmann Mühle im Schmilkaer Grund.

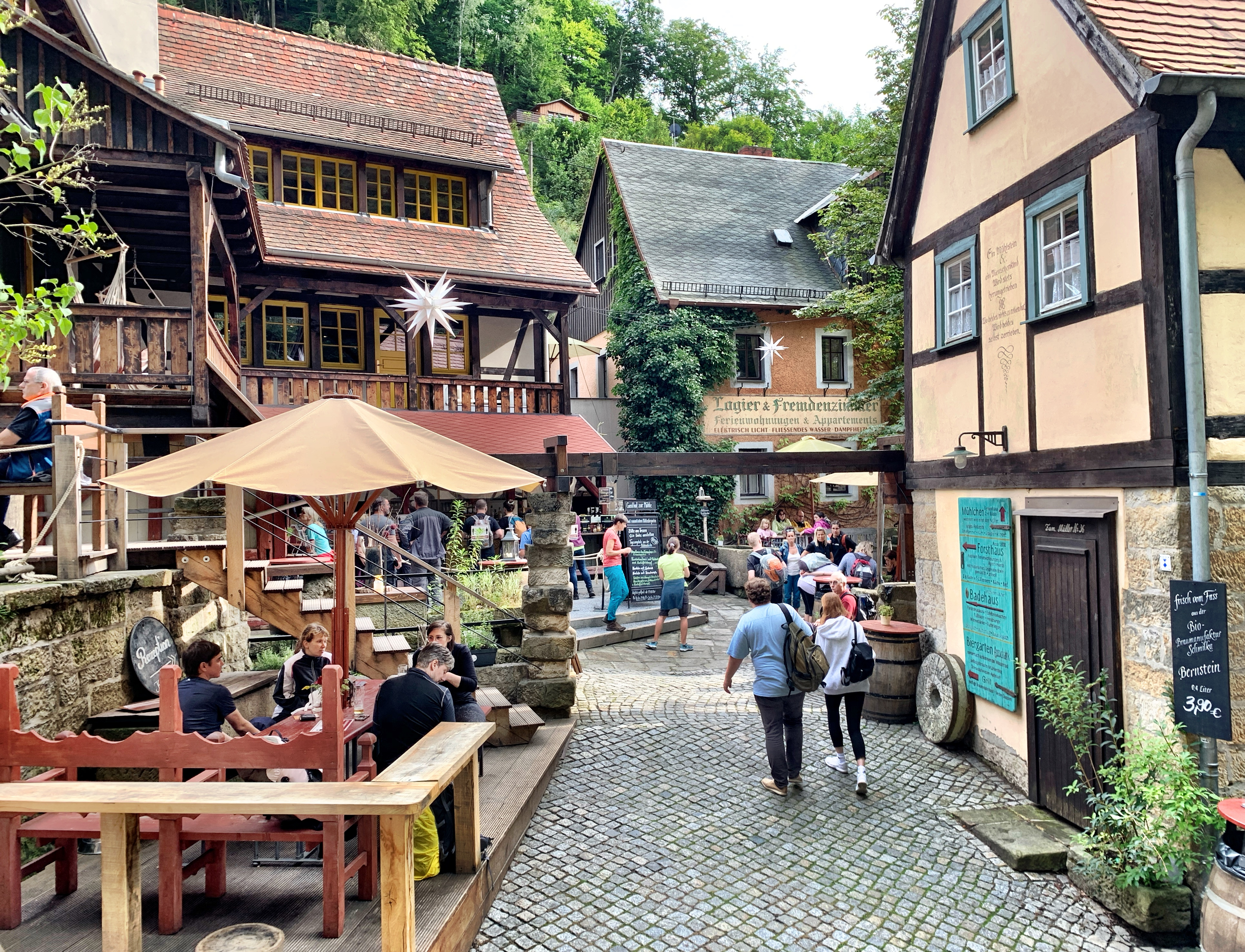
Der Mühlenhof in Schmilka mit dem Mühlenbiergarten, dem Badehaus, dem Forsthaus und rechterhand dem „Mühlchen“.

Als in den 1930er Jahren die Straße im Elbtal ausgebaut wurde und in Verlängerung nach den nahen böhmischen Ortschaften führte, wurde Schmilka Grenzort. Auf tschechischer Seite liegt der Ort Hřensko. Schmilka gehört seit dem 1. Januar 1973 zu Bad Schandau. Nach der Wende wurden noch bis Anfang der 1990er Jahre viele Gebäude durch Zoll und Grenzkontrolle genutzt.
Seit 2024 ist Schmilka „staatlich anerkannter Kurort“ (Kneippheilbad).

## Sehenswürdigkeiten
Der Ilmenbach treibt die nur wenige Meter unterhalb der Quelle liegende Schmilksche Mühle an. Im Jahr 1665 erbaut, zählt sie zu den ersten Gebäuden von Schmilka. Der Betrieb wurde im 19. Jahrhundert eingestellt. Im Jahr 2007 wurde die Mühle wieder funktionstüchtig gemacht und eine Bäckerei eröffnet. Als Vorbild dienten historische Ansichten, darunter ein Kupferstich von Adrian Ludwig Richter. Richter war einer der Künstler, die vor ca. 200 Jahren auf dem sogenannten Malerweg in die Sächsische Schweiz wanderten. Der Malerweg führt direkt an der Mühle vorbei. Die Schmilksche Mühle wird traditionell zum Mühlenfest (jedes Jahr zu Pfingsten) in Betrieb genommen. In der Mühle befinden sich das „Hotel zur Mühle“ und ein Ferienhaus, das „Mühlchen“. Im Biergarten vor der Mühle wird u. a. Bio-Bier aus dem Brauhaus Schmilka ausgeschenkt.

### Kulturdenkmale
In der Liste der Kulturdenkmale in Bad Schandau sind für Schmilka 14 Kulturdenkmale aufgeführt.

## Verkehr
Der Haltepunkt Schmilka-Hirschmühle liegt an der Bahnstrecke Děčín–Dresden-Neustadt. Hier halten unter anderem Züge der S-Bahn S1 aus Dresden bzw. Meißen.
Mit der Buslinie 252 erreicht man aus Bad Schandau Schmilka. Die ehemals in Dresden, nach teilweiser Herabstufung zur S172 nun in Pirna beginnende Bundesstraße 172 endet am Grenzübergang Schmilka/Hřensko.
Fähren verkehren zwischen dem Schandauer Ortskern und Krippen sowie zwischen dem Ortsteil Schmilka und dem zu Reinhardtsdorf-Schöna gehörenden Haltepunkt Schmilka-Hirschmühle.
Am linken Elbufer verläuft der Elberadweg.